# علم تونغا

علم القوات البحرية منذ 15 أيلول من عام 1985

العلم الملكي

أعتمد علم تونغا في 4 تشرين الثاني - نوفمبر من سنة 1875 ويتكون العلم من خلفية حمراء اللون وفي زاويتها العليا اليسرى يوجد كانتون باللون الأبيض بداخله صليب يوناني باللون الأحمر .

## معنى ألوان العلم
- الصليب اليوناني الموجود في العلم: يرمز إلى الديانة المسيحية.
- الأحمر: يرمز إلى دم المسيح.
- الأبيض: يرمز إلى النقاء.

## أوجه التشابه مع الأعلام الأخرى
كان علم تونغا السابق يتميز بحقل أبيض عادي مشحون بالصليب الأحمر المقلوب. ومع ذلك، فقد اكتشف لاحقًا أن هذا العلم كان مطابقًا تقريبًا لشعار اللجنة الدولية للصليب الأحمر، الذي تم اعتماده في عام 1863. ونتيجة لهذا الاكتشاف، تم وضع علم تونغا في كانتون الحقل الأحمر بدلاً من ذلك، مما يؤدي إلى للتصميم الحالي للعلم. ومع ذلك، يظل التصميم السابق رمزًا وطنيًا لتونغا. علم تونغا الحالي لديه أيضًا بعض أوجه التشابه مع علمي سويسرا وجمهورية جورجيا.